# Chapelle Sainte-Jeanne-d'Arc de Milwaukee
Pour les articles homonymes, voir Chapelle Sainte-Jeanne-d'Arc et Sainte-Jeanne-d'Arc.
La chapelle Sainte-Jeanne-d'Arc (St. Joan of Arc Chapel) est une chapelle catholique romaine située à Milwaukee dans le Wisconsin aux États-Unis, sur le campus de l'université Marquette, dans l'archidiocèse de Milwaukee. Elle est dédiée à sainte Jeanne d'Arc le 26 mai 1966, après avoir été déplacée de son ancien emplacement à Long Island dans l'État de New York. Initialement, elle était la chapelle Saint-Martin de Seyssuel, à Chasse-sur-Rhône, dans le département de l'Isère, en France où elle fut construite au XVe siècle et démontée en 1927 pour être transportée aux États-Unis.

## Histoire

### En France
Appelée à l'origine chapelle de Saint-Martin de Seyssuel,, elle est construite sur plusieurs générations, dans le village français de Seyssuel (actuellement Chasse-sur-Rhône), au sud de Lyon,. Elle est érigée vers le XVe siècle, probablement aux alentours de l'année 1420 ou « peut-être plus tôt ». En effet, l'église Saint-Martin de Seyssuel est mentionnée en l'an 942. Le bâtiment est abandonné après la Révolution française et est tombé en ruine. Selon un panneau exposé sur le site original en France, Jeanne d'Arc aurait visité et prié à la chapelle le 9 mars 1429 après avoir rencontré le roi Charles VII, et avant de partir lever le siège d'Orléans. Ceci est néanmoins contesté.[Par qui ?]
Le seul vestige de la chapelle qui subsiste à Chasse-sur-Rhône est la base du clocher.

### Long Island
Après la Première Guerre mondiale, le jeune architecte Jacques Couëlle redécouvre la chapelle et, après sa restauration, refait les plans de la chapelle et en prend des photos. Elle est achetée, en 1926, par Gertrude Hill Gavin, la fille de James J. Hill (en), fondateur du Great Northern Railway. Jacques Couëlle négocie son transfert dans la propriété de Gertrude Hill Gavin à Jericho à proximité du village de Brookville, sur Long Island, dans l'État de New York. Jacques Couëlle va jusqu'à qualifier la chapelle de « monument absolument unique en son genre »[pourquoi ?]. La chapelle est expédiée en 1927, et reconstruite par John Russell Pope. Gertrude Hill Gavin a auparavant fait reconstruire un château de la Renaissance, acheté en France. À la suite de ces acquisitions, la France adopte une loi interdisant l'exportation du patrimoine national,. La chapelle est rattachée au château. Bien que le château ait brûlé en 1962, la chapelle n'est pas endommagée. La propriété est vendue en 1962 à Marc B. Rojtman et son épouse, Lillian, qui décident d'offrir la chapelle à l'université Marquette, en 1964,.

### Université Marquette
Le transfert de la chapelle vers l'université Marquette prend plus de neuf mois, et huit autres mois s'écoulent avant que la reconstruction ne commence. Lucien David et Earnest Bonnamy ont planifié la deuxième reconstruction. La chapelle est installée au cœur du campus. Quelques modifications y sont apportées : une nef plus grande permet d'accueillir plus de visiteurs et un chauffage au sol est installé. Des vitraux, conçus pour la chapelle par Charles Jay Connick (en), sont inspirés de ceux de la Sainte-Chapelle à Paris.
La chapelle comprend également la dalle de Jeanne d'Arc acquise par Gertrude Hill Gavin. L'authenticité de celle-ci a été reconnue par l'inspection générale des monuments historiques française. Elle forme la base d'une niche murale dans le côté gauche du sanctuaire. La légende raconte que Jeanne se tenait sur cette pierre lorsqu'elle pria devant une statue de la Vierge Marie pour le succès de sa mission. Elle s'est agenouillée à la fin de sa prière et a embrassé la pierre, et depuis, la pierre serait plus froide que celles qui l'entourent,.
La chapelle est le bâtiment le plus ancien du Wisconsin mais Tank Cottage, à Green Bay, est le plus ancien édifice existant construit dans cet État (1776).

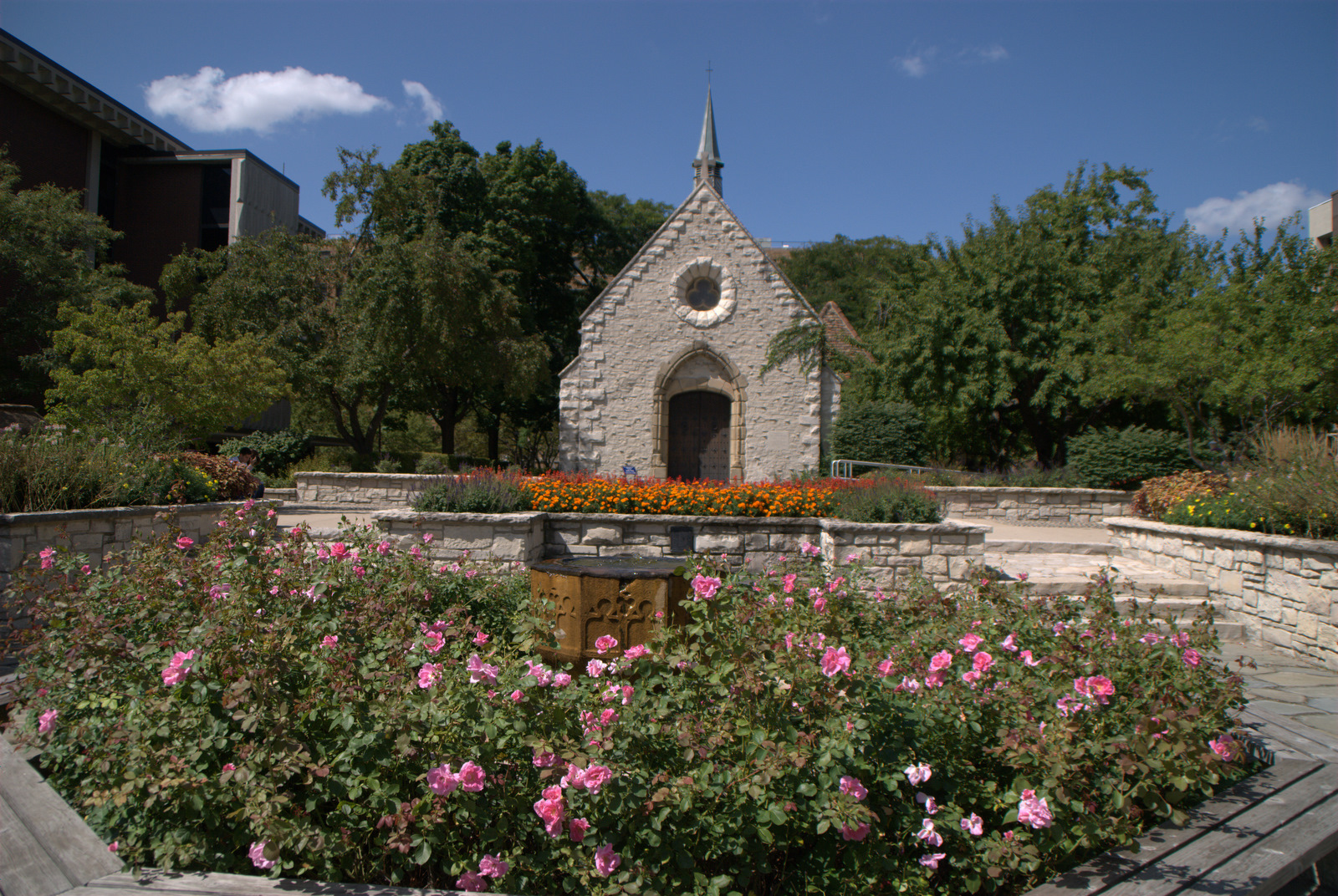
La chapelle et son jardin.
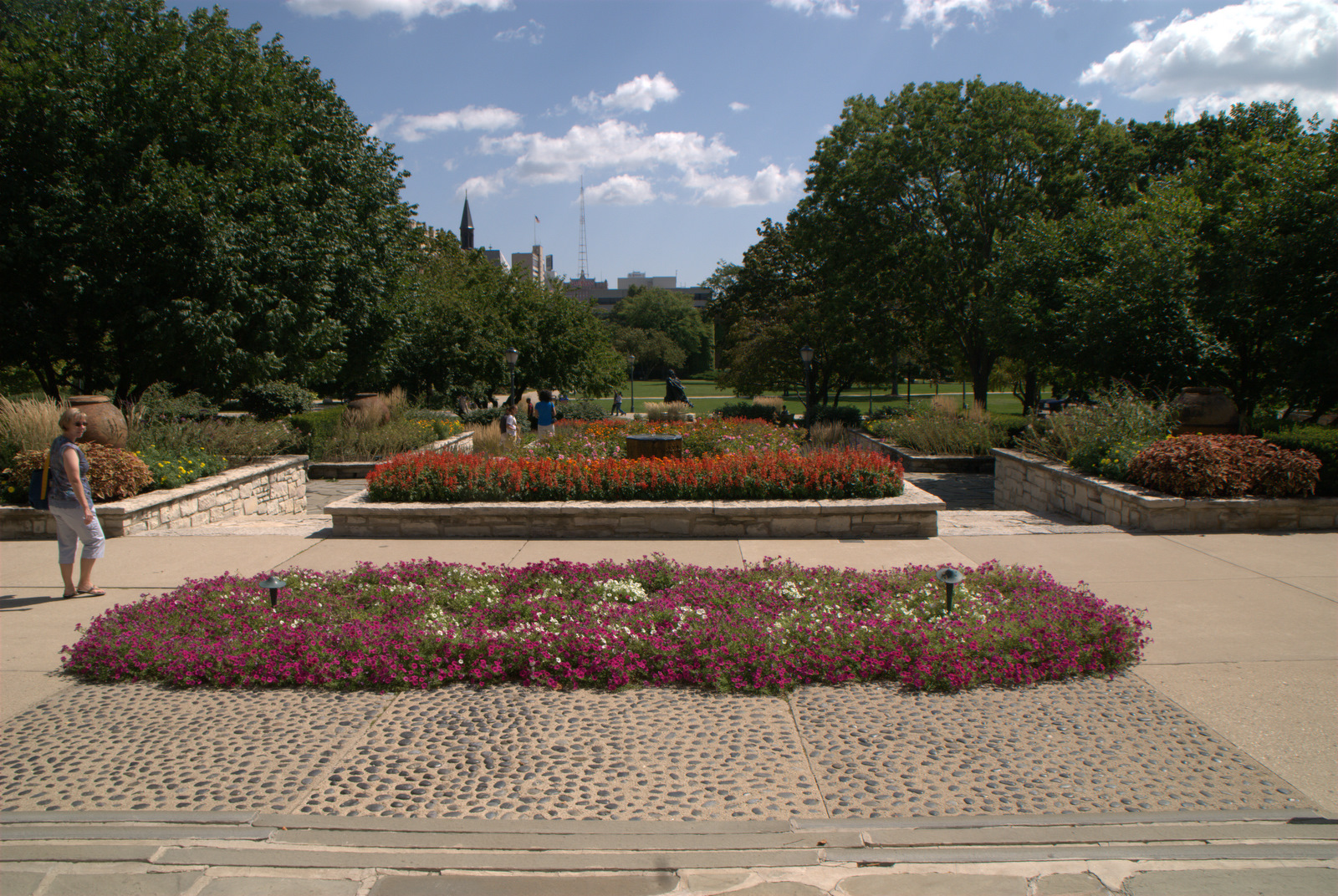
Vue du jardin, depuis la chapelle.
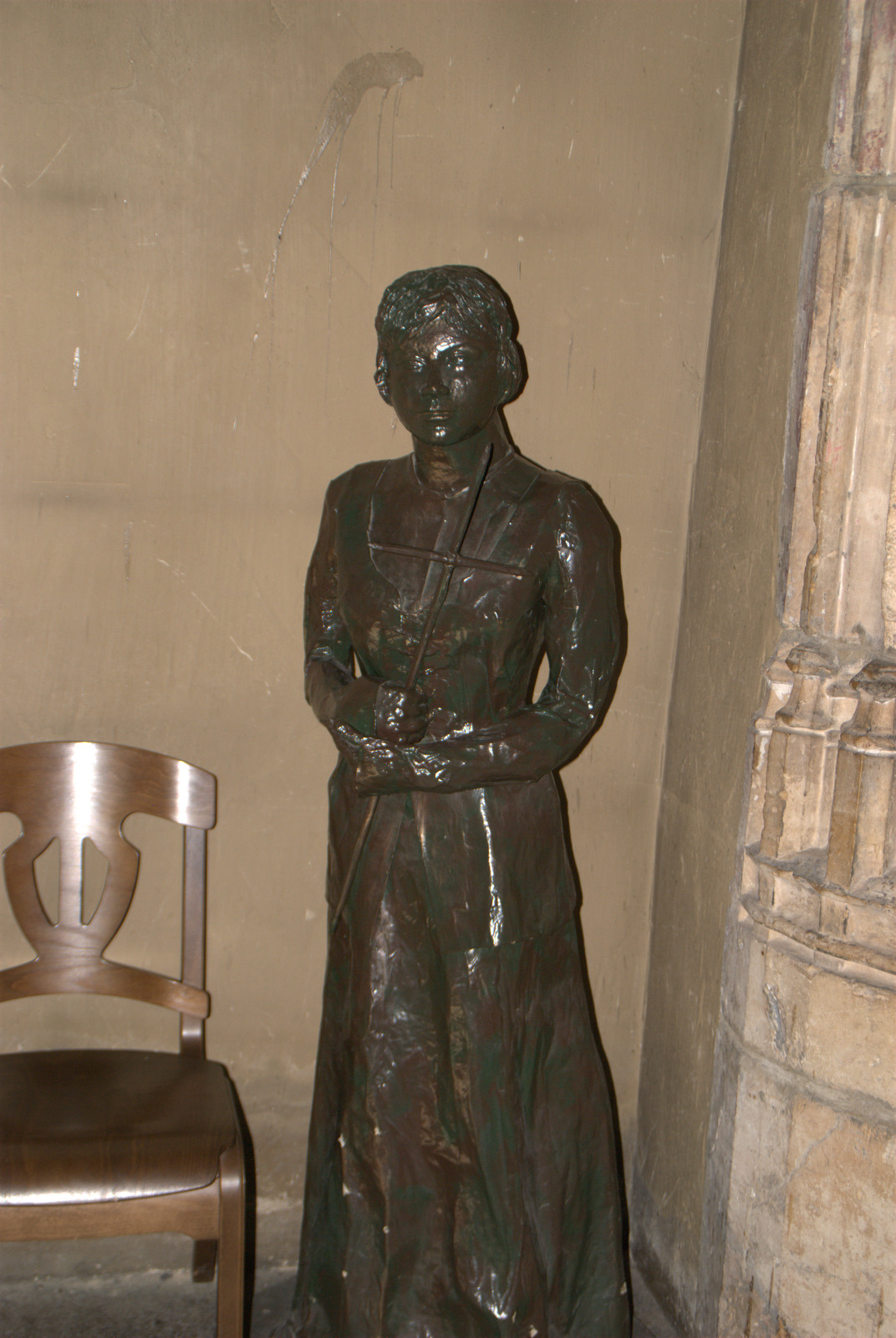
Statue de Jeanne d'Arc.